# Burroughs Wellcome & Company
Burroughs Wellcome & Company war ein britisches Arzneimittelunternehmen, welches 1880 gegründet wurde und 1996 mit der Firma Glaxo fusionierte.

## Geschichte
Am 27. September 1880 gründeten die beiden amerikanischen Pharmazeuten Henry Wellcome und Silas Burroughs (der zu diesem Zeitpunkt der Alleinvertreter von Wyeth in London war) das Unternehmen Burroughs Wellcome & Company. Die ersten Geschäftsräume befanden sich in Snow Hill, London. Bereits 1883 zog man in größere Geschäftsräume in einem der ersten Gebäude am Ort, welches mit dem neuen Edison Electric Light beleuchtet wurde. In diesem Gebäude blieb der Firmensitz für die nächsten 60 Jahre, bis es im The Blitz 1941 von Bomben zerstört wurde.
1883 wurde eine erste Fabrik in Bell Lane Wharf in Wandsworth erworben, die als erste Fabrik in England Tabletten herstellen sollte. Die hierzu notwendigen Maschinen wurden von Wyeth in New York erworben. Aufgrund der Beschränkungen dieser Maschinen stellte Burroughs bereits 1888 ein Team von Ingenieuren zusammen, die eine neue Maschine entwickeln sollten. Diese ging bald in Produktion und konnte in einer Minute 600 Tabletten von hoher Präzision produzieren. Diese neue Technologie brachte Burroughs Wellcome einen deutlichen Vorsprung gegenüber seinen Mitbewerbern. Um einen weiteren Vorsprung zu erlangen, ließ sich Wellcome 1884 die Bezeichnung tabloid (Tablette) als Marke schützen.
Burroughs entwickelte die Tätigkeit der Pharmareferenten: persönliche Besuche bei den einzelnen Ärzten, um sie von den eigenen Produkten zu überzeugen. Nach dem unerwarteten Tod Burroughs im Jahr 1895 wurde Henry Wellcome Alleininhaber des Unternehmens.
1902 wurden nach Tropenreisen von Wellcome die Wellcome Tropical Research Laboratories im Sudan eröffnet, die Tropenkrankheiten erforschen sollten, und deren erster Direktor Andrew Balfour wurde. Im Jahr 1912 wurde die Führung der Laboratorien der sudanesischen Regierung übergeben, Balfour kehrte nach London zurück, wo er die Leitung des neugegründeten Wellcome Bureau of Scientific Research übernahm. 1936 entstand aus diesen Einrichtungen der gemeinnützige Wellcome Trust. Aus der umfangreichen medizinischen Sammlung Henry Wellcomes entstand bereits 1913 das Wellcome Historical Medical Museum.
1959 kaufte das Unternehmen Burroughs Wellcome & Company die Firma McDougall & Robertson Inc., um seine Aktivitäten im Bereich der Tiergesundheit zu verstärken. 1970 wurde die Produktion der Wellcome von New York nach North Carolina verlegt und im Jahr darauf ein weiteres Forschungszentrum errichtet.
1995 erfolgte die Fusion mit der Firma Glaxo zum neuen Unternehmen Glaxo Wellcome. Später ist das Unternehmen in GlaxoSmithKline aufgegangen.

## Produkte
Burroughs Wellcome & Company spielte eine wichtige Rolle bei der Entwicklung von Zidovudin (Retrovir), einem Arzneistoff, der die Ausbreitung des HI-Virus einschränkt.

## Auszeichnungen
1988 wurde der Nobelpreis für Medizin und Physiologie an Gertrude Elion und George Hitchings verliehen, beides Mitarbeiter von Burroughs Wellcome & Company.